# 両児神社
両児神社（ふたごじんじゃ）は、岡山県倉敷市松島に鎮座する神社。

## 歴史
約1,800年前、神功皇后が三韓征伐の帰りに戦勝と筑前国譽田の宮にて誕生した2歳の応神天皇の安泰を祈願し創建。当初は高鳥居山に鎮座したが、称徳天皇の時代に現在の場所に遷座。

## 祭神
- 伊邪那岐命
- 伊邪那美命
- 天照大神
- 月夜見大神
- 品陀和氣命

## 交通
- JR伯備線「中庄駅」より徒歩で約5分。